# Jacques Féréol Mazas
Jacques Féréol Mazas (ur. 23 września 1782 w Lavaur w departamencie Tarn, zm. 25 sierpnia 1849 w Bordeaux) – francuski kompozytor i skrzypek.

## Życiorys
Był uczniem Pierre’a Baillota w Konserwatorium Paryskim, studia ukończył w 1805 roku z I nagrodą w grze na skrzypcach. Początkowo grał jako skrzypek w Comédie-Italienne, następnie w latach 1811–1827 podróżował po całej Europie z koncertami. Po powrocie do Paryża w 1829 roku, nieprzychylnie przyjęty przez publiczność, zrezygnował z występów i poświęcił się pracy pedagogicznej. W 1831 roku przyjął posadę pierwszego skrzypka w Théâtre du Palais-Royal. Od 1831 roku uczył muzyki w Orleanie, w latach 1837–1841 był dyrektorem szkoły muzycznej w Cambrai. Ostatnie lata życia spędził w Bordeaux.
Skomponował operę Le Kiosque (wyst. Paryż 1842), koncert skrzypcowy, 3 kwartety smyczkowe, tria smyczkowe, liczne utwory na skrzypce solo, dwoje skrzypiec oraz skrzypce i fortepian. Dużą popularność zdobyły sobie jego Études mélodiques et progressives op. 36. Był autorem podręcznika Méthode de violon.